# مايكل آر لونغ
مايكل آر لونغ (بالإنجليزية: Michael R. Long)‏ هو سياسي أمريكي، ولد في 1 فبراير 1940 في بروكلين في الولايات المتحدة. حزبياً، نشط في الحزب المحافظ لولاية نيويورك.